# یک شلپ بزرگتر
شتکی بزرگ‌تر یا یک شُلُپ بزرگ‌تر (انگلیسی: A Bigger Splash) نقاشی مشهوری در ابعاد بزرگ (242.5cm x 243.9cm) از دیوید هاکنی هنرمند بریتانیایی است که سال ۱۹۶۷ کشیده شد. نقاشی استخر پرآبی را در کنار خانه‌ای مدرن نشان می‌دهد که گویی لحظاتی قبل فردی به داخل آن شیرجه رفته‌است. هاکنی ایدهٔ اصلی نقاشی را از یک عکسِ چاپ‌شده در کتابی مربوط به استخرسازی گرفته بود. او پیش از تکمیلِ این اثر، دو نقاشی دیگر نیز کمابیش با همین موضوع کشیده بود که عبارتند از شلپ و شلپی کوچک.
شتکی بزرگ‌تر از آثار برجستهٔ هنر پاپ شمرده می‌شود و فیلمهایی نیز با ارجاع به آن ساخته شده که آخرین نمونهٔ آن فیلمِ لوکا گوادانینو به همین نام محصول ۲۰۱۵ است.